# Jesus Correia
António Jesus Correia (Oeiras, 3 aprile 1924 – 30 novembre 2003) è stato un calciatore portoghese, di ruolo attaccante.

## Carriera

### Club
Ha trascorso l'intera carriera nel campionato portoghese, giocando sempre con la maglia dello Sporting Lisbona.
Con Fernando Peyroteo, Albano Narciso Pereira, Manuel Vasques e José Travassos formò il quintetto noto come i Cinco Violinos che fecero le fortune dello Sporting Lisbona negli anni trenta e quaranta del XX secolo.

### Nazionale
Ha collezionato 13 presenze con la maglia della Nazionale.

## Statistiche

### Presenze e reti in Nazionale
| Cronologia completa delle presenze e delle reti in nazionale ― Portogallo | Cronologia completa delle presenze e delle reti in nazionale ― Portogallo | Cronologia completa delle presenze e delle reti in nazionale ― Portogallo | Cronologia completa delle presenze e delle reti in nazionale ― Portogallo | Cronologia completa delle presenze e delle reti in nazionale ― Portogallo | Cronologia completa delle presenze e delle reti in nazionale ― Portogallo | Cronologia completa delle presenze e delle reti in nazionale ― Portogallo | Cronologia completa delle presenze e delle reti in nazionale ― Portogallo |
| Data                                                                      | Città                                                                     | In casa                                                                   | Risultato                                                                 | Ospiti                                                                    | Competizione                                                              | Reti                                                                      | Note                                                                      |
| ------------------------------------------------------------------------- | ------------------------------------------------------------------------- | ------------------------------------------------------------------------- | ------------------------------------------------------------------------- | ------------------------------------------------------------------------- | ------------------------------------------------------------------------- | ------------------------------------------------------------------------- | ------------------------------------------------------------------------- |
| 05-01-1947                                                                | Lisbona                                                                   | Portogallo                                                                | 2 – 2                                                                     | Svizzera                                                                  | Amichevole                                                                | -                                                                         |                                                                           |
| 26-01-1947                                                                | Oeiras                                                                    | Portogallo                                                                | 4 – 1                                                                     | Spagna                                                                    | Amichevole                                                                | -                                                                         |                                                                           |
| 23-03-1947                                                                | Colombes                                                                  | Francia                                                                   | 1 – 0                                                                     | Portogallo                                                                | Amichevole                                                                | -                                                                         |                                                                           |
| 04-05-1947                                                                | Dublino                                                                   | Irlanda                                                                   | 0 – 1                                                                     | Portogallo                                                                | Amichevole                                                                | 1                                                                         |                                                                           |
| 25-05-1947                                                                | Oeiras                                                                    | Portogallo                                                                | 0 – 10                                                                    | Inghilterra                                                               | Amichevole                                                                | -                                                                         |                                                                           |
| 23-11-1947                                                                | Oeiras                                                                    | Portogallo                                                                | 2 – 4                                                                     | Francia                                                                   | Amichevole                                                                | -                                                                         |                                                                           |
| 21-03-1948                                                                | Madrid                                                                    | Spagna                                                                    | 2 – 0                                                                     | Portogallo                                                                | Amichevole                                                                | -                                                                         |                                                                           |
| 03-05-1948                                                                | Oeiras                                                                    | Portogallo                                                                | 2 – 0                                                                     | Irlanda                                                                   | Amichevole                                                                | -                                                                         |                                                                           |
| 20-03-1949                                                                | Oeiras                                                                    | Portogallo                                                                | 1 – 1                                                                     | Spagna                                                                    | Amichevole                                                                | -                                                                         |                                                                           |
| 02-04-1950                                                                | Madrid                                                                    | Spagna                                                                    | 5 – 1                                                                     | Portogallo                                                                | Qual. Mondiali 1950                                                       | -                                                                         |                                                                           |
| 09-04-1950                                                                | Oeiras                                                                    | Portogallo                                                                | 2 – 2                                                                     | Spagna                                                                    | Qual. Mondiali 1950                                                       | 1                                                                         |                                                                           |
| 08-04-1951                                                                | Oeiras                                                                    | Portogallo                                                                | 1 – 4                                                                     | Italia                                                                    | Amichevole                                                                | 1                                                                         |                                                                           |
| 20-04-1952                                                                | Colombes                                                                  | Francia                                                                   | 3 – 0                                                                     | Portogallo                                                                | Amichevole                                                                | -                                                                         |                                                                           |
| Totale                                                                    |                                                                           | Presenze                                                                  | 13                                                                        |                                                                           | Reti                                                                      | 3                                                                         |                                                                           |

## Palmarès

### Club

#### Competizioni nazionali
- Campionato portoghese: 4

Sporting Lisbona: 1943-1944, 1946-1947, 1947-1948, 1948-1949
- Coppa del Portogallo: 3

Sporting Lisbona: 1944-1945, 1945-1946, 1947-1948